# Рёпке, Вильгельм
Вильгельм Рёпке (нем. Wilhelm Röpke; 10 октября 1899, Швармштедт — 12 февраля 1966, Женева) — немецкий и швейцарский экономист. Президент общества «Мон Пелерин» (1961—1962).

## Биография
Родился в семье сельского врача. С 1917 изучал правовые дисциплины и экономику в университетах Гёттингена, Тюбингена и Марбурга. В 1921 защитил докторскую диссертацию, а в 1922 успешно прошёл процедуру хабилитации докторской степени в Марбургском университете. В 1922 получил профессорскую ставку в университете Йены, став самым молодым профессором в Германии. В 1922 в Германии и в 1927 в Москве в переводе на русский язык была опубликована его монография «Конъюнктура». В 1930—1932 находился на государственной службе.
После прихода к власти нацистов был лишён права преподавания в Германии и с 1933 находился в эмиграции в Турции, где заведовал кафедрой теории народного хозяйства Стамбульского университета. В 1937 переехал в Швейцарию, где до конца жизни проработал в Женевском институте международных исследований.

### Представитель немецкого кейнсианства
В начале 1930-х годов был сторонником государственного регулирования экономики. В книге «Кризис и конъюнктура» («Krise und Konjunktur», 1932) предвосхитил некоторые из научных открытий Дж. М. Кейнса. Особенность подхода Рёпке и немецких экономистов В. Лаутенбаха и Х. Найссера к исследованию депрессии заключалась в том, что они выделили два её вида: первичную и вторичную депрессии. В ходе повышательной фазы цикла в экономике накапливается избыточное количество капитала. Для возврата экономики в нормальное состояние необходим «очистительный» процесс сокращения этого избытка. Таким процессом является первичная депрессия, поэтому с ней не надо бороться методами государственной макроэкономической политики.
Вторичная депрессия представляет собой перерастание первичной депрессии в кумулятивный процесс сокращения производства и снижения уровня цен, независимый от первоначальных причин первичной депрессии, и может обернуться катастрофическими экономическими и социальными последствиями. Поэтому с ней необходимо бороться с помощью макроэкономической политики государства. При этом денежная политика неэффективна, утверждал Рёпке, поскольку не в состоянии противодействовать влиянию ожиданий на инвестиции. Необходима фискальная политика, прежде всего в виде проведения общественных работ, финансируемых за счёт денежной эмиссии. Слабое звено учения немецких кейнсианцев — отсутствие точных критериев, позволяющих отличать первичную депрессию от вторичной.

### Теоретик социальной рыночной экономики
В конце 1930-х перешёл на позиции неолиберализма, внёс важный вклад в теорию социальной рыночной экономики.
Разочаровавшись в возможностях капитализма и выступая против тоталитаризма в национал-социалистическом или коммунистическом обличье, в книге «Общественный кризис современности» (1942) сформулировал положение о «третьем пути» социально-экономического развития, критикуя как капитализм, так и социализм. Отстаивая идею конкурентного хозяйственного порядка, Рёпке выступал против не только монополизации, но и крупных предприятий как таковых, отрицал целесообразность любых коллективистских форм в экономике. Стержнем его воззрений, подкрепляемым не только научными аргументами, но и религиозно-философскими убеждениями, стал приоритет индивида над коллективом и государством.
На протяжении двух послевоенных десятилетий критиковал «фискальный социализм» кейнсианства, подчёркивая, что использование кейнсианских методов чревато безудержной инфляцией и кризисом государственных финансов.
Важную роль сыграл доклад, подготовленный в 1950 году по поручению К. Аденауэра, желавшего получить экспертное заключение относительно выбранного экономического курса, в котором Рёпке дал позитивную оценку проводимой министром экономики Л. Эрхардом политики.

### Политические взгляды
Придерживался радикальных антикоммунистических взглядов, что в большой степени определяло его поддержку правых, военных, диктаторских режимов в Латинской Америке, публичную поддержку режима апартеида в ЮАР.

## Оценка Хайека
Рёпке очень рано — может быть, раньше остальных современников — осознал, что экономист, который является всего лишь экономистом, не может быть хорошим экономистом.
…
Немногим ученым повезло обрести влияние, подобное влиянию Рёпке, вне пределов узкого круга коллег. Поскольку такое влияние слишком часто достигается ценой недостойного упрощения, следует подчеркнуть, что он никогда не избегал интеллектуальных сложностей. Его сочинения, даже рассчитанные на широкую аудиторию, оставались интересными и для профессионалов.— Фридрих Хайек